# Una bella serata
Una bella serata, noto anche come Il loro momento magico (Their Purple Moment), è una comica muta del 1928 diretta da James Parrott e interpretata da Laurel & Hardy.
Nella seconda metà degli anni ottanta, Enzo Garinei e Giorgio Ariani hanno prestato la voce a Stanlio e Ollio con le musiche di Piero Montanari.

## Trama
il film è "dedicato a quei mariti che consegnano una parte della busta paga alle mogli e vivono per raccontarlo". In effetti, il signor Pincher ed il suo amico non consegnano solo parte della loro busta paga alle mogli perché le loro consorti requisiscono tutto il denaro appena i loro uomini mettono piede in casa. Sia Pincher che Ollio, tuttavia, hanno provato a nascondere, nel tempo, parte del denaro per se stessi ma inutilmente. Quando i due amici si incontrano, Ollio, infatti, dice subito all'amico che sua moglie ha trovato i soldi che aveva messo da parte. Pincher, invece, crede che i suoi soldi siano al sicuro in un portafogli nascosto dietro un quadro. Egli non sa che sua moglie ha scoperto il nascondiglio ed ha sostituito i dollari con dei buoni senza valore. Credendo, però, di potersi concedere una serata di follie contando sui soldi accantonati da Pincher i due raccontano alle mogli che andranno a giocare a bowling. Mentre passeggiano, s'imbattono in un locale, chiamato “Pink Pub” che espone delle foto delle soubrettes che lì si esibiscono e si fermano per ammirarle. Assistono però al "trattamento" riservato a due uomini che vengono scaraventati fuori dal locale dal corpulento proprietario perché non hanno pagato il conto. Subito dopo, escono anche le due entreneuses con cui i due clienti si erano accompagnati. Per le due ragazze è facile irretire Pincher ad il suo amico con un gioco di sguardi maliziosi. Così, Ollio, sempre facendo affidamento sul portafogli del suo amico, si offre di pagare tutti i conti in sospeso, compreso quello del tassista che ha accompagnato le due ragazze al locale e che è in attesa del suo compenso. I due amici entrano sottobraccio alle due nuove amiche nel locale ma vengono visti da una vicina di casa, bigotta e pettegola, che si trova a passare di lì e che corre a raccontare tutto alle mogli dei nostri eroi.
Seduti al tavolo, Ollio ordina bistecche per tutti. Ad essi si unisce anche il tassista, invitato da Ollio, che era entrato nel locale portando con sé, addirittura, il tassametro dell'auto che continua a funzionare. Quando si esibisce un gruppo di ballerini nani, Pincher, entusiasta, offre a tutti loro dei dolci ma quando si accinge a pagare, si accorge, finalmente, che nel portafogli non vi sono i dollari ma i buoni privi di valore. Ha, tuttavia, la presenza di spirito di farsi aggiungere il costo dei dolciumi al conto della cena. Quando arriva il momento di pagare, Pincher lancia il portafoglio a Ollio che ci guarda dentro e capisce la situazione. Allora fa segno all'amico di provare a sgattaiolare fuori insieme, approfittando di quei momenti in cui vengono spente le luci sui tavoli ma riescono solo a fare inciampare più volte un cameriere che reca, ogni volta, una grande torta di panna. Nel frattempo le loro consorti, avvertite dalla vicina, sono entrate nel locale e si sono sedute ad un tavolo cercando di vedere dove sono i mariti. Questi sono impegnati a scappare, ormai apertamente, dalle grinfie del proprietario che vuole essere pagato. Le due coppie, il direttore, il cuoco ed il cameriere si ritrovano, infine, insieme, nella cucina del locale, dove ha luogo il gran finale con torte in faccia per tutti.

## Curiosità
Nel copione originale, alla fine del film Stanlio e Ollio innescano una rissa nel ristorante, e per non farsi riconoscere dal capo-cameriere, per fuggire non pagando il conto, i due si travestono da ballerini bambini gattonando sulle ginocchia. La scena fu scartata e preferita quella del lancio di uova in cucina.